# Рефтон (Пенсільванія)
Рефтон (англ. Refton) — переписна місцевість (CDP) в США, в окрузі Ланкастер штату Пенсільванія. Населення — 310 осіб (2020).

## Географія
Рефтон розташований за координатами 39°57′4″ пн. ш. 76°14′38″ зх. д. / 39.95111° пн. ш. 76.24389° зх. д. (39.951147, -76.243963).  За даними Бюро перепису населення США в 2010 році переписна місцевість мала площу 3,16 км², з яких 3,11 км² — суходіл та 0,06 км² — водойми.

## Демографія
Згідно з переписом 2010 року, у переписній місцевості мешкало 298 осіб у 106 домогосподарствах у складі 75 родин. Густота населення становила 94 особи/км².  Було 112 помешкання (35/км²).
Расовий склад населення:
| - 99,7 % — білих - 0,3 % — азіатів |

До двох чи більше рас належало 0,0 %. Частка іспаномовних становила 1,3 % від усіх жителів.
За віковим діапазоном населення розподілялося таким чином: 28,9 % — особи молодші 18 років, 56,0 % — особи у віці 18—64 років, 15,1 % — особи у віці 65 років та старші. Медіана віку мешканця становила 42,3 року. На 100 осіб жіночої статі у переписній місцевості припадало 114,4 чоловіків;  на 100 жінок у віці від 18 років та старших — 100,0 чоловіків також старших 18 років.
За межею бідності перебувало 18,3 % осіб, у тому числі 0,0 % дітей у віці до 18 років та 68,3 % осіб у віці 65 років та старших.
Цивільне працевлаштоване населення становило 56 осіб. Основні галузі зайнятості: виробництво — 35,7 %, освіта, охорона здоров'я та соціальна допомога — 21,4 %, транспорт — 19,6 %.